# AC Hotel Bella Sky Copenhagen
AC Hotel Bella Sky Copenhagen – czterogwiazdkowy hotel znajdujący się w stolicy Danii Kopenhadze, czynny od 2011 roku, zlokalizowany przy Center Blvd. 5, będący jednocześnie największym hotelem w Skandynawii. Obiekt jest obsługiwany przez sieć hoteli AC Hotels by Marriott należącą do Marriott International.

## Budynek
Gmach hotelu znajduje się w kompleksie wystawienniczo-konferencyjnym Bella Center zlokalizowanym ok. 5 km na południe od centrum Kopenhagi.  Hotel składa się z dwóch wież o wysokości 73,6 m, które są od siebie odchylone o 15°. Wysokość hotelu była ograniczona ze względu na bliskość lotniska Kopenhaga Kastrup (ok. 5 km). Za projekt była odpowiedzialna duńska grupa projektowa 3XN, natomiast Ramboll Group odpowiadała za konstrukcję oraz szkielet budowli. Wszystkie projekty bryły budynku zostały wykonane jako model 3D. Na 23 kondygnacjach znajduje się 814 pokoi, w tym pokoje jedno- i dwuosobowe oraz suity, a także cztery bary i restauracje, strefa SPA o powierzchni ponad 850 m², centrum fitness oraz 46 sal konferencyjnych o łącznej powierzchni 3 800 m². Całość ma powierzchnię 42 000 m² Elewacja została wykonana z białych płyt przeplatających się z trójkątnymi oknami. Za inspirację dla architektów posłużyła skandynawska tradycja oraz filozofia minimalizmu w architekturze. Podobnie w wystroju wnętrz starano się o łączenie nowoczesności z tradycją krajów Europy Północnej. W aranżacji brało udział wielu znanych architektów wnętrz, m.in. Arne Jacobsen oraz Finn Juhl. Zastosowano wiele nowatorskich i nowoczesnych rozwiązań, np. ściana pokryta roślinnością w lobby, okrętowy wystrój restauracji, podniebny bar, żyrandole wykonane ze świetlówek czy też „wybrakowana” boazeria na ścianie. Projekt hotelu został wyróżniony m.in. nagrodą „Best Architecture in Europe” w konkursie International Hotel Awards.

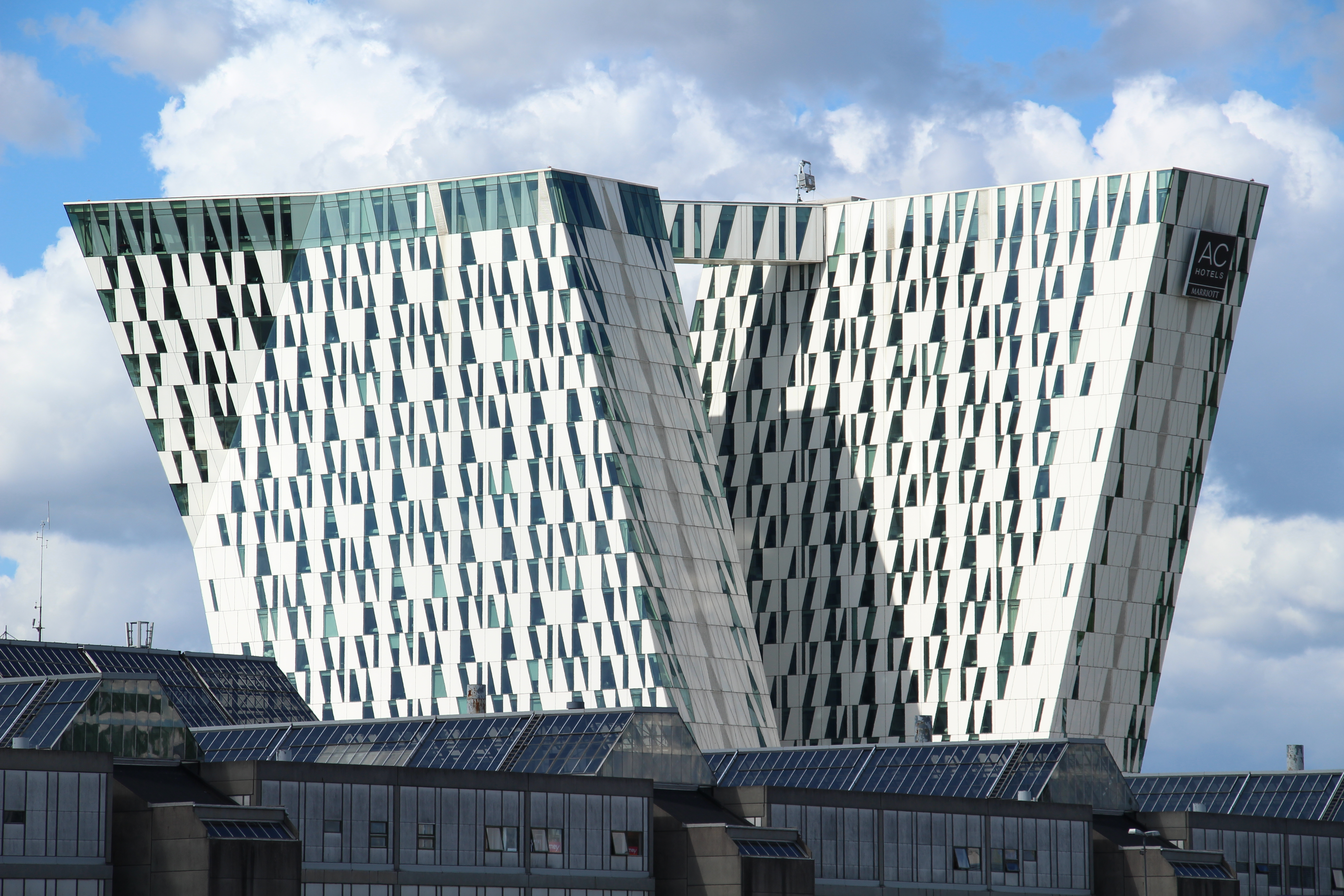
Widok z boku
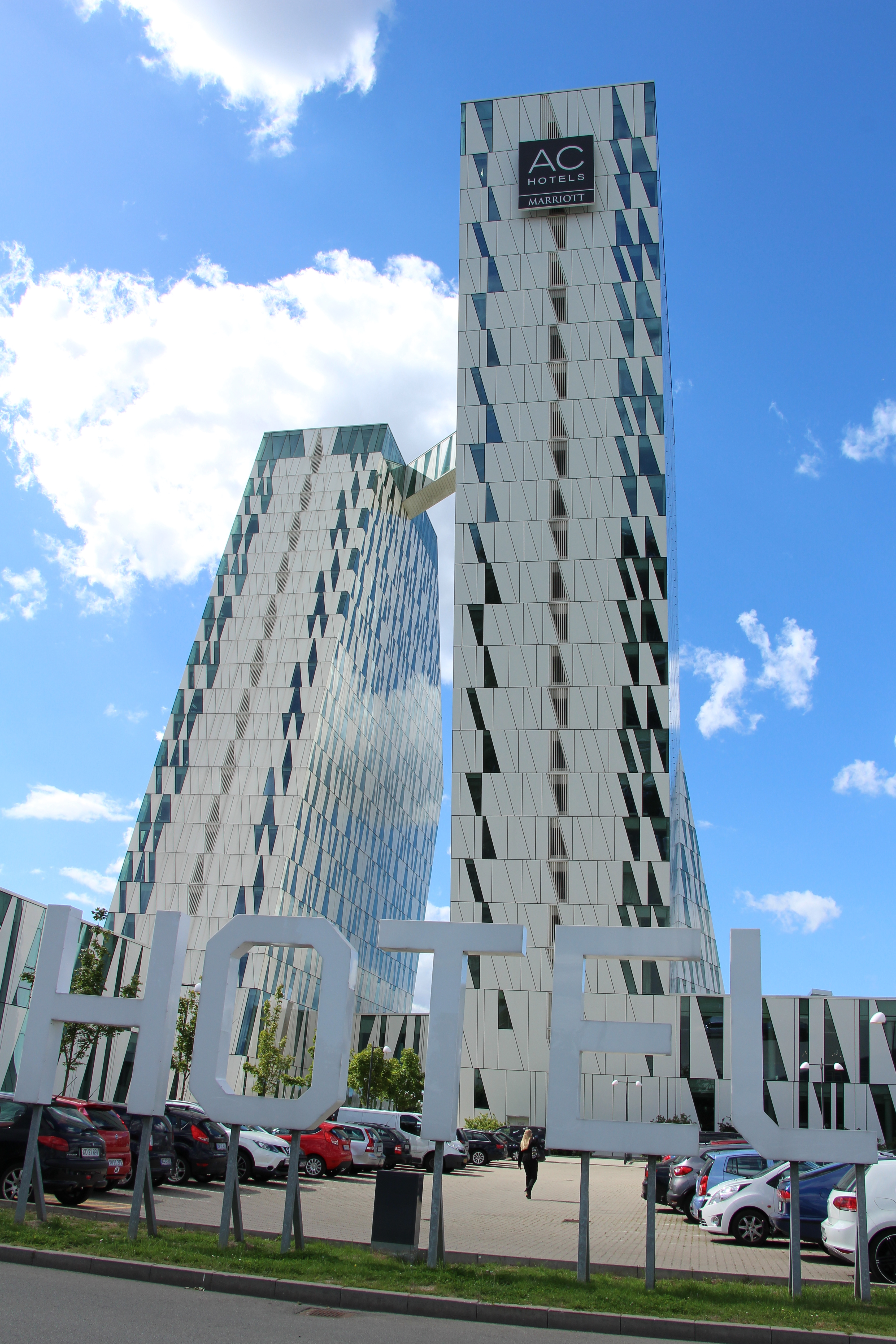
Widok od frontu
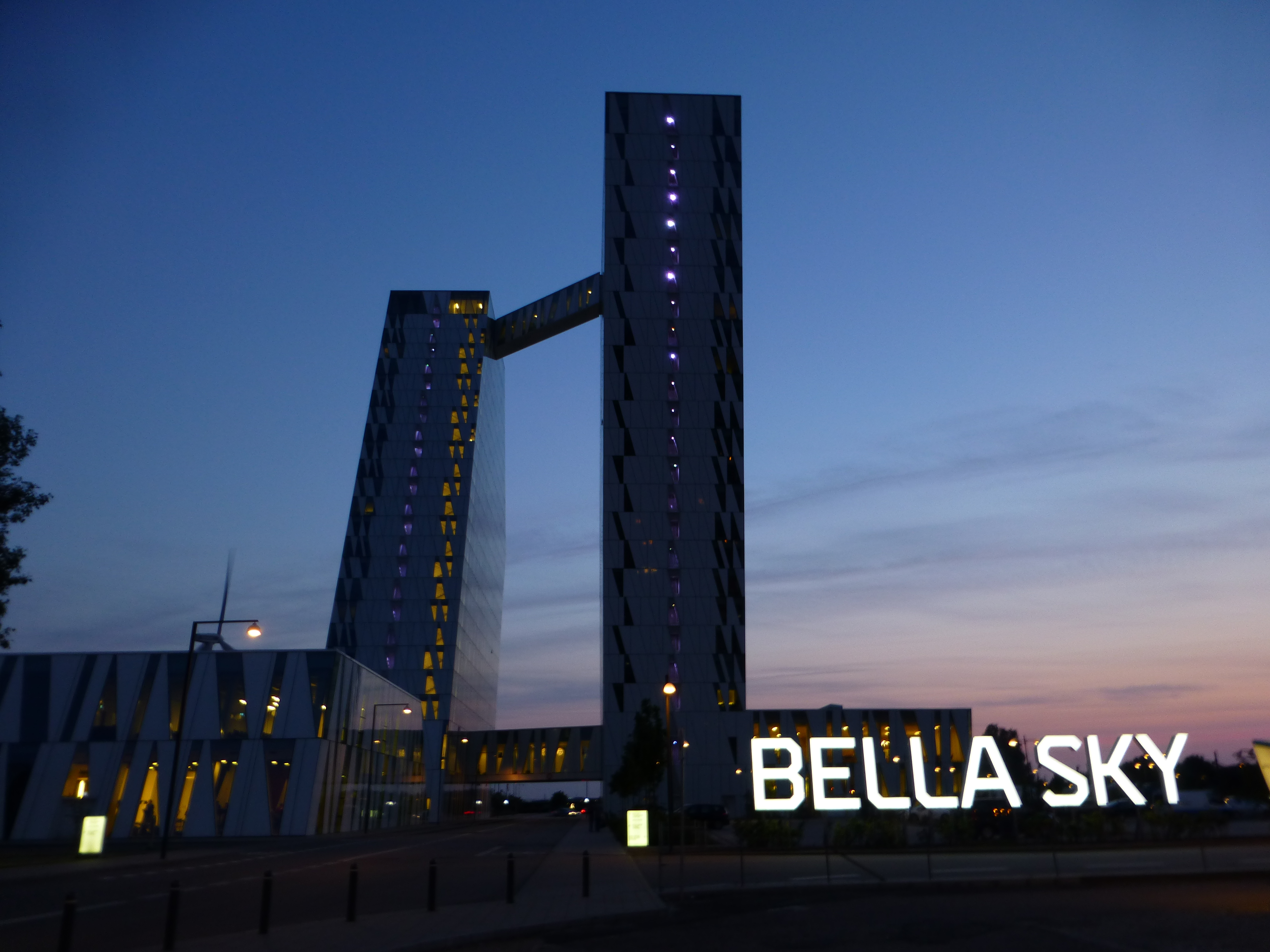
Bella Sky nocą
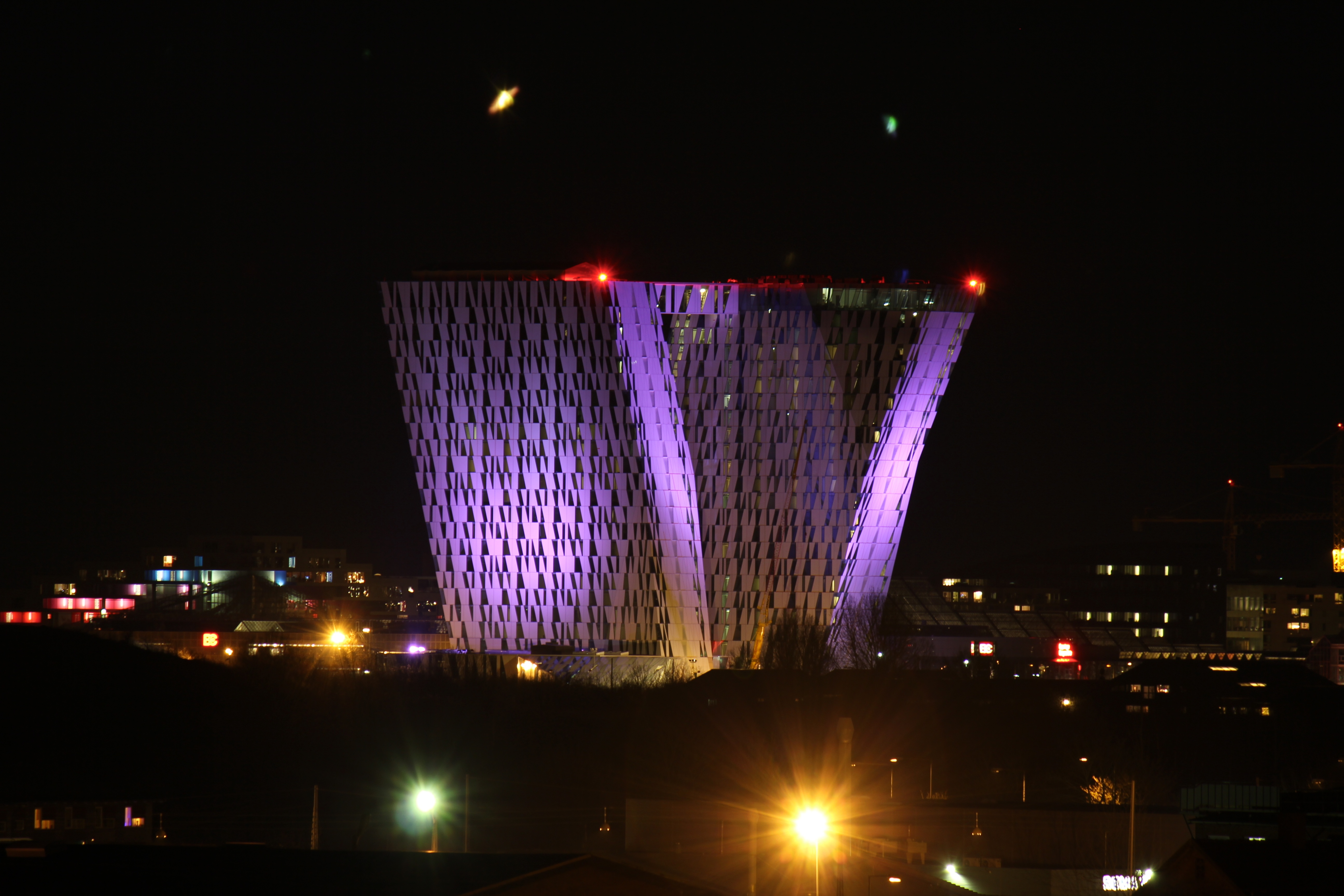
Bella Sky nocą
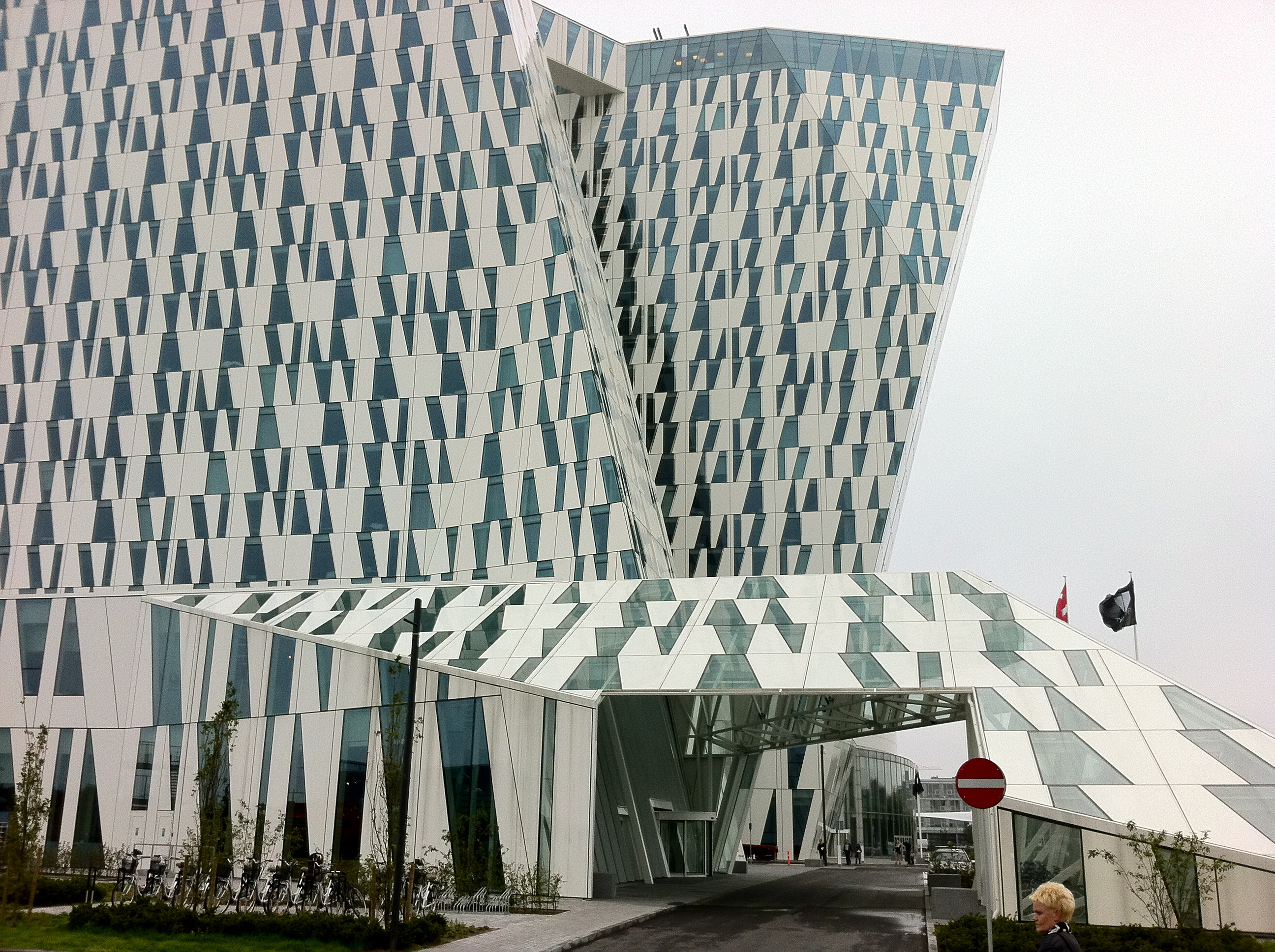
Główne wejście
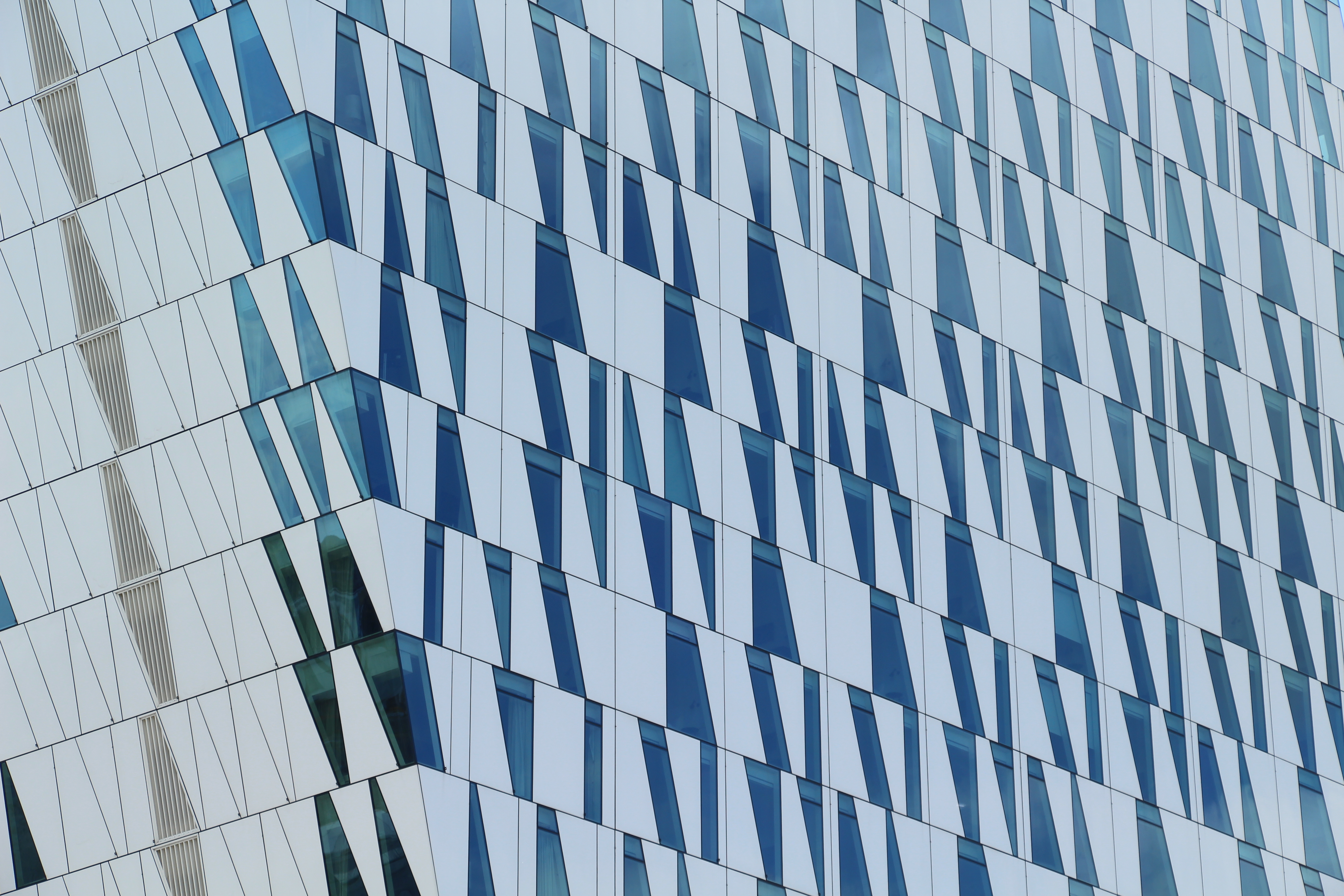
Elewacja budynku
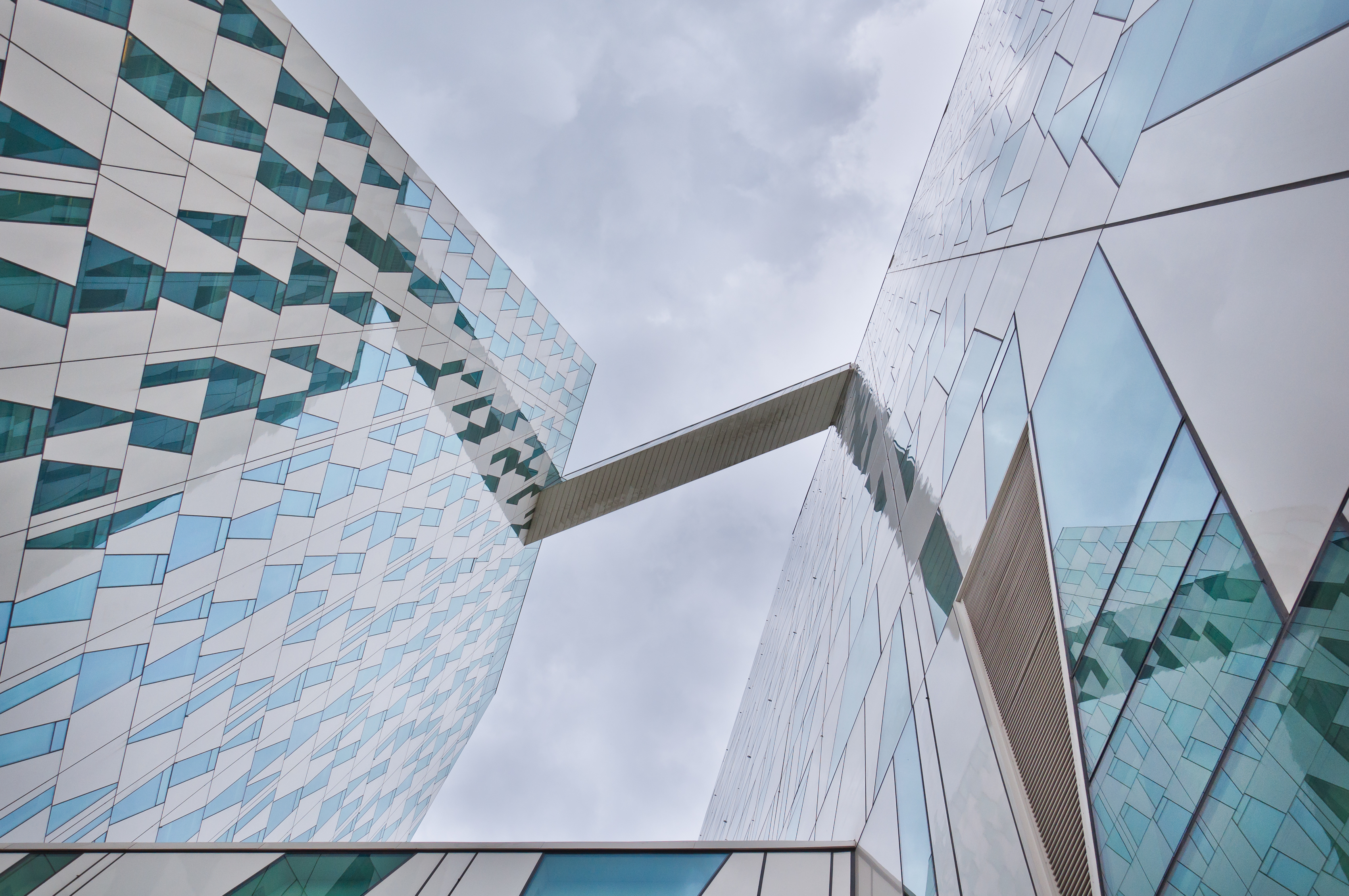
Łącznik na 23. piętrze
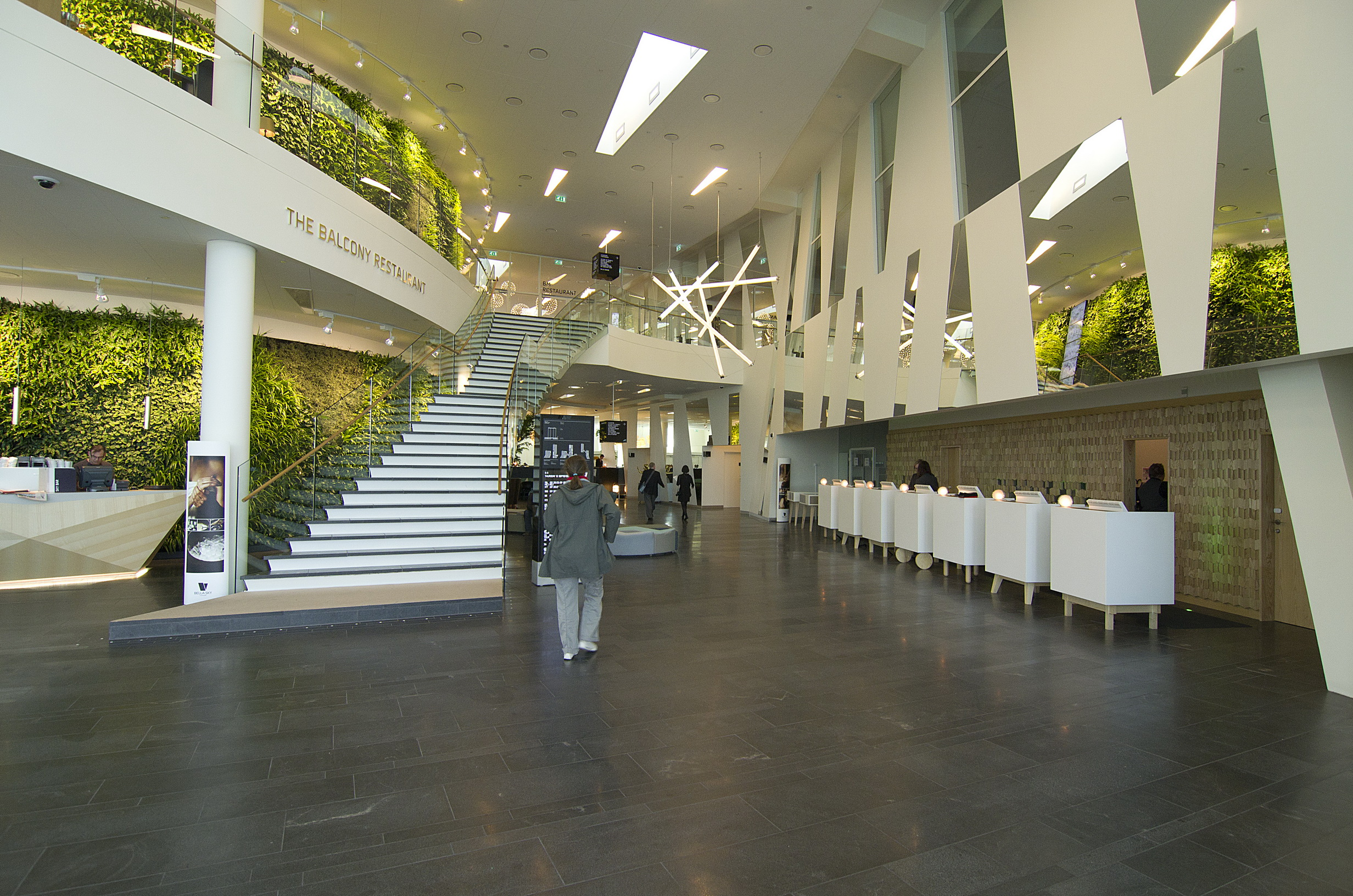
Hotelowe lobby
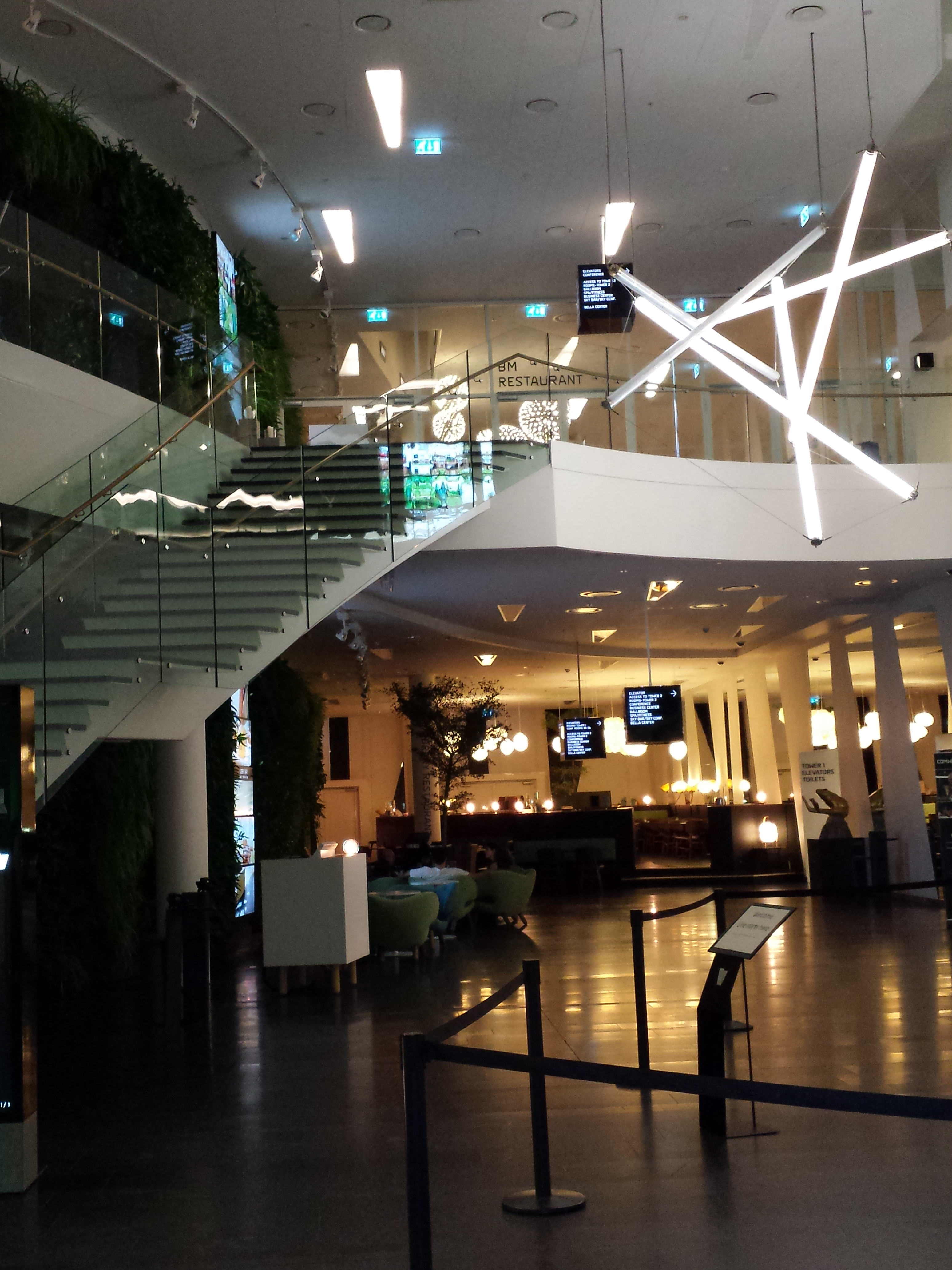
Wnętrze hotelu